# Calyptomena hosii
Il beccolargo di Hose o eurilaimo magnifico (Calyptomena hosii Sharpe, 1892) è un uccello passeriforme della famiglia degli Eurilaimidi.

## Etimologia
Deve sia il proprio nome comune che quello scientifico all'amministratore coloniale Charles Hose.

## Descrizione

### Dimensioni
Misura fino a circa 20 cm di lunghezza, coda compresa.

### Aspetto
Si tratta di uccelli dall'aspetto robusto e paffuto, muniti di grossa testa, ali appuntite e coda squadrata e corta. Le penne alla base del becco formano un caratteristico ciuffetto semierettile sulla fronte.

La colorazione è verde brillante su tutto il corpo, con tendenza a sfumare nel bruno sulle ali: la punta delle ali e della coda è nera, così come la zona periauricolare, la nuca, la base del collo e la parte distale delle copritrici secondarie alari. Gola, petto e ventre sono di colore azzurro iridescente, colore questo più carico sul petto e più esteso nei maschi rispetto alle femmine, in cui esso si estende unicamente a ventre e sottocoda: la femmina è inoltre sprovvista del nero su nuca, collo e zona periauricolare, presentando invece una macchia nera fra l'occhio e il becco. In ambedue i sessi le zampe sono grigio-nerastre, il becco è nero e gli occhi sono bruno-nerastri.

## Biologia
Si tratta di uccelli dalle abitudini diurne e perlopiù solitarie, che abitano le cime degli alberi e passano la maggior parte del tempo alla ricerca di cibo, muovendosi molto cautamente protetti dal piumaggio che nonostante i colori brillanti permette loro di camuffarsi egregiamente fra la vegetazione.

### Alimentazione
Questi uccelli hanno una dieta essenzialmente frugivora, che tuttavia integrano con insetti e altri invertebrati e più raramente con semi e germogli.

### Riproduzione
Le abitudini riproduttive di questi uccelli timidi e riservati sono ancora in massima parte sconosciute.

## Distribuzione e habitat
La specie è endemica del Borneo centro-settentrionale, dove abita le foreste pluviali collinari e montane fra i 600 e i 1600 m di quota.